# Погорелов Іван Анатолійович
Іван Анатолійович Погорелов (нар. 12 березня 1982, Харків, УРСР) — український футболіст, нападник та півзахисник, по завершенні кар'єри — футбольний тренер.

## Кар'єра гравця

### Ранні роки. «Металіст» та «Металіст-2»
Іван Погорелов народився 12 березня 1982 року в Харкові. Вихованець СДЮШОР «Металіст», перший тренер — Валерій Мкртчян.
У 1999 році переведений до другої команди «Металіста», у футболці якої дебютував 8 травня 1999 року в переможному (1:0) домашньому поєдинку 25-о туру групи В Другої ліги проти «Дніпра-2». Іван вийшов на поле на 86-й хвилині, замінивши Андрія Найденка. Півтора сезони провів граючи виключно за «Металіст-2». Дебютував за першу команду харків'ян 19 червня 2001 року в переможному (1:0) домашньому поєдинку 26-о туру Вищої ліги проти полтавської «Ворскли». Погорелов вийшов на поле в стартовому складі та відіграв увесь матч. Дебютними голами на професіональному рівні відзначився 20 серпня 2000 року на 49-й та 70-й хвилинах переможного (6:3) домашнього поєдинку 2-о туру групи В проти чернігівської «Десни». Іван вийшов на поле в стартовому складі та відіграв увесь матч. Єдиним голом за першу команду «Металіста» відзначився 11 травня 2003 року на 11-й хвилині програного (2:3) виїзного поєдинку 24-о туру Вищої ліги проти донецького «Металурга». Погорелов вийшов на поле в стартовому складі та відіграв увесь матч. У футболці «Металіста» відіграв три з половиною сезони, за цей час у Вищій лізі зіграв 25 матчів (1 гол), ще 5 поєдинків провів у кубку України. За «Металіст-2» відіграв п'ять з половиною сезонів, за цей час у Другій лізі зіграв 87 матчів (9 голів), ще 5 поєдинків провів у кубку України.

### «Зірка» (Кіровоград)
Під час зимової перерви сезону 2003/04 років перейшов до «Зірки». Дебютував за кіровоградську команду 14 березня 2004 року в нічийному (1:1) домашньому поєдинку 16-о туру Вищої ліги проти одеського «Чорноморця». Іван вийшов на поле в стартовому складі, а на 86-й хвилині його замінив Андрій Горбань. Дебютним голом у складі «Зірки» відзначився 27 березня 2004 року на 31-й хвилині нічийного (1:1) домашнього поєдинку 18-о туру Вищої ліги проти сімферопольської «Таврії». Іван вийшов на поле в стартовому складі та відіграв увесь матч, а на 90+3-й хвилині отримав жовту картку. Погорело у другій частині сезону 2003/04 років зіграв 15 матчів (2 голи) у Вищій лізі, проте не зміг допомогти кіровоградцям уникнути пониження в класі. По завершенні сезону залишив «Зірку»

### «Металург» (Запоріжжя)
У липні 2004 року приєднався до «Металурга». Дебютував у футболці «козаків» 15 липня 2004 року в нічийному (1:1) виїзному поєдинку 1-о туру Вищої ліги проти бориспільського «Борисфена». Погорелов вийшов на поле в стартовому складі та відіграв увесь матч. У сезоні 2004/05 років зіграв 8 матчів за першу команду у Вищій лізі (та 13 поєдинків у першості дублерів), ще 1 матч провів у кубку України. На початку наступного сезону зіграв 1 матч у першості дублерів, після чого залишив команду.

### «Зоря»
На початку сезону 2005/06 років опинився в «Зорі». Дебютував у футболці луганського клубу 30 липня 2005 року в переможному (1:0) домашньому поєдинку 1-о туру Першої ліги проти «Кримтеплиці». Іван вийшов на поле в стартовому складі, а на 53-й хвилині його замінив Андрій Горбань. Дебютним голом за луганців відзначився 27 серпня 2005 року на 80-й хвилині нічийного (2:2) виїзного поєдинку 4-о туру Першої ліги проти «Борисфена». Погорелов вийшов на поле на 46-й хвилині, замінивши Володимира Лукашука.
Після виходу луганців до Прем'єр-ліги у відставку відправили головного тренера команди Юрія Коваля. Потім тренувався під керівництвом Володимира Безсонова, проте й він незабаром залишив посаду. Через постійні втручання в тренувальний процес президента клубу вирішив залишити луганський клуб. Контракт було розірвано за згодою сторін. Загалом же в складі «Зорі» зіграв 31 матч (3 голи), ще по 2 поєдинки провів у першості дублерів та національному кубку.

### «Геліос»
Восени 2006 року побував на перегляді в київській «Оболоні». На початку 2007 року отримав запрошення від головного тренера охтирського «Нафтовика» Сергія Шевченка, проте в цей же час з Іваном зв'язався адміністратор «Геліоса» Сергій Петров та президент клубу Олександр Гельштейн, які й запросили Погорелова до клубу. Сам футболіст обрав харківський клуб. З «сонячними» нападник підписав 2-річний контракт. Дебютував за «сонячних» 20 березня 2007 року в переможному (4:1) виїзному поєдинку 22-о туру Першої ліги проти сімферопольського «Динамо». Погорелов вийшов на поле в стартовому складі та відіграв увесь матч. Дебютним голом у футболці харківського клубу відзначився 2 травня 2007 року на 83-й хвилині програного (1:2) виїзного поєдинку 30-о туру Першої ліги проти луцької «Волині». Іван вийшов на поле в стартовому складі та відіграв увесь матч. У складі «Геліоса» в Першій лізі зіграв 32 матчі (3 голи), ще 1 матч провів у кубку України.

### «Сталь» (Дніпродзержинськ)
На початку січня 2008 року підписав контракт зі «Сталлю». Дебютував у футболці дніпродзержинського клубу 18 березня 2008 року в програному (0:1) виїзному поєдинку 20-о туру Першої ліги проти «Миколаєва». Погорелов вийшов у стартовому складі та відіграв увесь матч. Дебютним голом у футболці «Сталі» відзначився 23 березня 2008 року на 75-й хвилині (реалізував пенальті) нічийного (1:1) домашнього поєдинку 21-о туру Першої ліги проти чернігівської «Десни». Іван вийшов на поле в стартовому складі та відіграв увесь матч. У складі «сталеварів» зіграв 16 матчів та відзначився 4-а голами.

### ПФК «Олександрія»
Напередодні старту сезону 2008/09 років підсилив ПФК «Олександрія». У футболці олександрійського клубу дебютував 20 липня 2008 року в програному (1:2) домашньому поєдинку 1-о туру Першої ліги проти овідіопольського «Дністра». Погорелов вийшов у стартовому складі, а на 56-й хвилині його замінив Олександр Казанюк. У складі «професіоналів» зіграв 12 матчів у Першій лізі та 4 поєдинки у кубку України. Під час зимової перерви сезону залишив команду.

### «Нафтовик» (Охтирка)
19 лютого 2009 року підписав контракт до кінця 2009 року з «Нафтовиком». У футболці охтирського клубу дебютував 29 березня 2009 року в програному (0:1) поєдинку 20-о туру Першої ліги поєдинку проти київської «Оболоні». Погорелов вийшов на поле в стартовому складі, а на 46-й хвилині його замінив Андрій Лосников. Єдиним голом у футболці «Нафтовика-Укрнафти» відзначився 7 серпня 2010 року на 28-й хвилині програного (2:3) домашнього поєдинку 4-о туру проти чернівецької «Буковини». Іван вийшов на поле в стартовому складі, а на 69-й хвилині його замінив Олександр Ліщук У складі «нафтовиків» зіграв 53 матчі та відзначився 1 голом, ще 4 поєдинки провів у кубку України.

### «Суми»
Під час зимової перерви сезону 2010/11 років перейшов до «Сум». Дебютував у футболці сумського колективу 16 квітня 2011 року в переможному (2:0) виїзному поєдинку 15-о туру групи А Другої ліги проти «Єдності». Погорелов вийшов на поле в стартовому складі, на 41-й та 78-й хвилинах відзначився голом, а на 81-й хвилині його замінив Юрій Войтович.У липні 2011 року залишив сумський клуб. Загалом у футболці сум'ян зіграв 8 матчів та відзначився 3-а голами.

### Виступи на аматорському рівні
З 2011 по 2012 рік виступав за чугуївський «Старт».
У 2015 році приєднався до зачепилівського «Колосу», в якому працював граючим тренером. На поле виходив рідко.
У 2016 році виступав за СК «Металіст» у чемпіонаті Харківської області. Наступного року грав за «Квадро» (Первомайський).

## Кар'єра в збірній
Викликався до молодіжної збірної України. У 2003 році в складі студентської збірної виступав на Всесвітній Універсіаді, яка проходила в південнокорейському місті Тегу.

## Стиль гри
Володіє хорошим баченням поля, дуже корисний у створенні, де може диригувати діями партнерів, а при нагоді — сміливо брати ініціативу на себе. Має відмінний поставлений удар, що дозволяє йому небезпечно виконувати штрафні. Забиває переважно або прямими ударами зі «стандартів», або далекими «пострілами».
Грав виключно в центрі півзахисту. Проте здатний під нападниками, інколи — й на позиції опорного хавбека.

## Досягнення
«Зоря» (Луганськ)
- Перша ліга чемпіонату України
  -  Чемпіон (1): 2005/06

«Суми»
- Друга ліга чемпіонату України (група А)
  -  Срібний призер (1): 2010/11